# Trimbaan

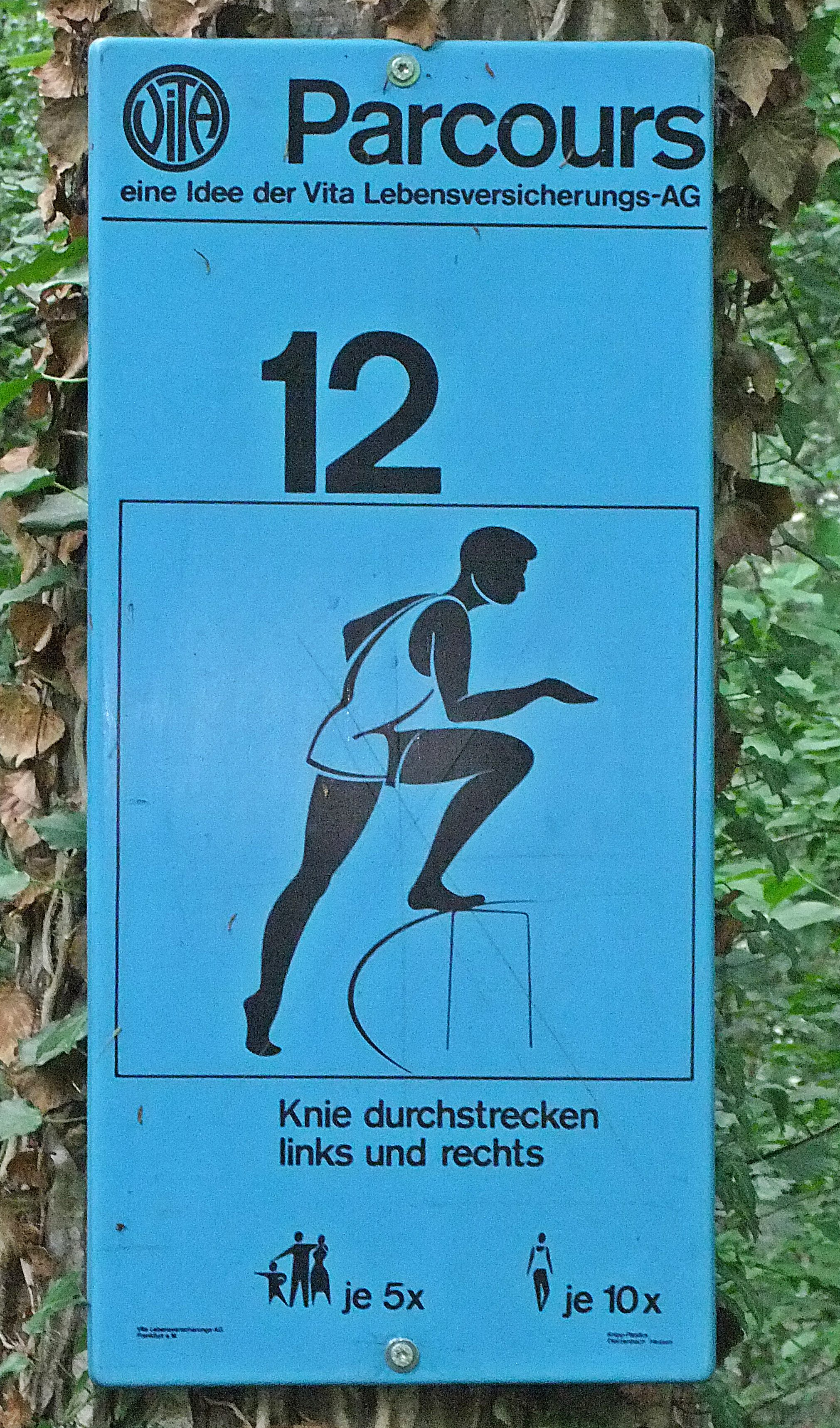
Bordje met aanwijzingen voor een oefening

Een trimbaan, trimparcours of vitaparcours (Vlaams: fit-o-meter) is een rondgaand parcours van meestal enkele kilometers lang waarin op gezette afstanden gymnastiektoestellen te vinden zijn (doorgaans van hout), waarmee men zijn conditie kan trainen. Het is de bedoeling dat de afstand tussen de toestellen joggend wordt afgelegd.
Meestal wordt door middel van borden aangegeven welke lichamelijke oefeningen men kan doen met behulp van de toestellen en hoe vaak, waarbij meestal ook diverse moeilijkheidsgraden worden aangegeven. Meestal heeft een trimbaan twee oefenprogramma's; een voor beginners en een voor gevorderden. De beginners doen simpeler oefeningen of doen de oefeningen simpelweg minder vaak.
In veel gevallen maakt een trimparcours deel uit van de recreatieve voorzieningen die in recreatiegebieden, bossen of stadsparken worden aangelegd.

## Geschiedenis
De trimbaan is een Zwitserse vinding uit 1968 en het eerste parcours was in Zürich met een lengte van 2,2 km (Neue Zürcher Zeitung, 17 mei 2018). Duitsland volgde alras met de Schweisstropfenbahnen. In Nederland zijn in 1969 in Arnhem, Apeldoorn en Velp de eerste trimbanen in gebruik genomen. In de jaren zeventig werd de trimbaan in Nederland bijzonder populair. Aan het eind van het decennium nam die populariteit af. Het Ministerie van Volksgezondheid was aanvankelijk positief, maar nadat enkele trimmers op de trimbaan een hartaanval hadden gekregen met dodelijke afloop, waarschuwde men voor de gevaren ervan.

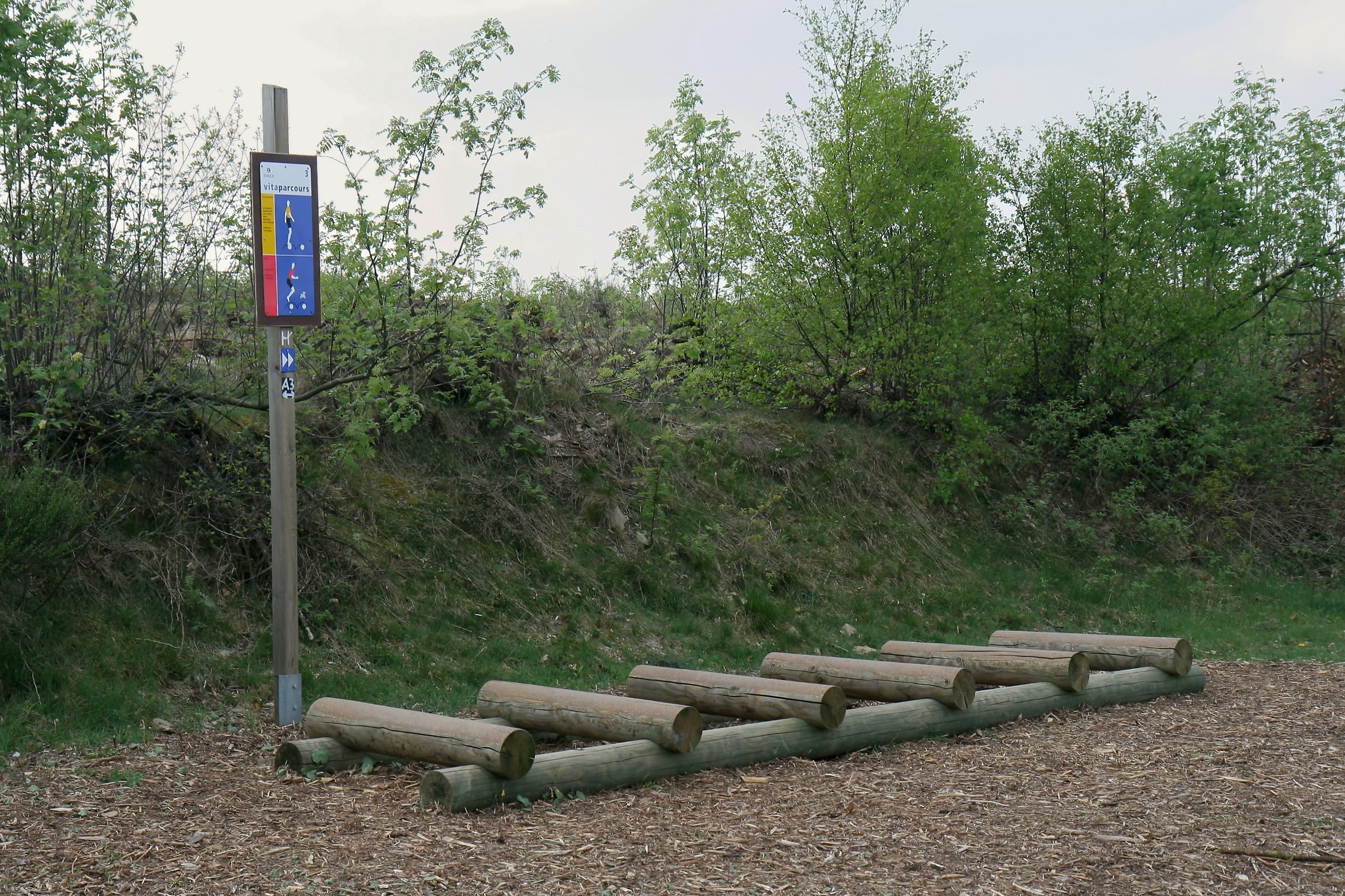
Oefentoestel van een trimparcours in Sauerland
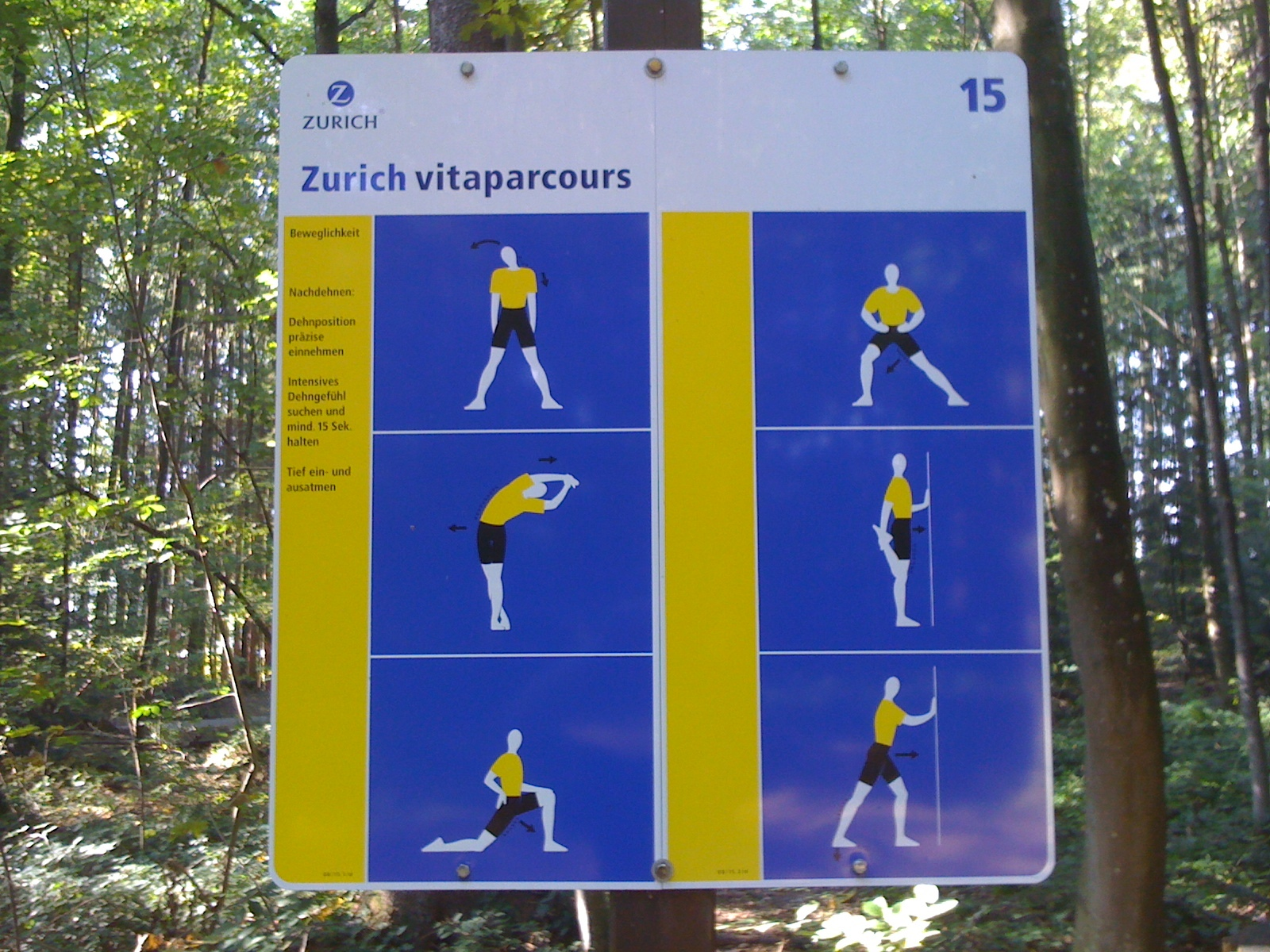
Bordje van een vitaparcours in Zwitserland